# والتر كلاركسون
والتر كلاركسون (بالإنجليزية: Walter Clarkson)‏ هو لاعب كرة قاعدة أمريكي، ولد في 3 نوفمبر 1878 في كامبريدج في الولايات المتحدة، وتوفي بنفس المكان في 10 أكتوبر 1946.

## وصلات خارجية
- والتر كلاركسون على موقعبيزبول رفرنس.كوم (الدوري الرئيسي) (الإنجليزية)
- والتر كلاركسون على موقعبيزبول رفرنس.كوم (الدوري الثانوي) (الإنجليزية)